# Elia Schneider
Elia K. Schneider (Caracas, Venezuela, 16 de enero de 1952 - Los Ángeles, California, 28 de agosto de 2020) fue una escritora, directora y productora de cine y teatro venezolana-estadounidense, quien estuvo casada con el cineasta uruguayo-venezolano José Ramón Novoa.

## Biografía
Schneider se inició desde muy joven en la danza y el ballet clásico. Luego incursionó en la coreografía y dirigió teatro por varios años. Su grupo Teatro Dramma presentó sus obras en el teatro La Mama de Nueva York. Su carrera cinematográfica comenzó en 1980, mientras hacía su máster en Institute of Fine Arts de la Universidad de Nueva York. En esa época produjo y dirigió cuatro cortos, más adelante escribió y dirigió varias obras de teatro.
Su película Huelepega: Ley de la calle (1999), basada en los niños de la calle sumergidos en la drogadicción y que fue censurada durante el periodo del segundo gobierno de Rafael Caldera, ganó 15 premios nacionales e internacionales, estuvo prenominada al Óscar por Venezuela y fue el éxito de taquilla más importante de ese año. Su película Punto y raya (2004), basada en la historia de un soldado colombiano y otro venezolano en la frontera común, también fue prenominada al Óscar por Venezuela y se adjudicó 24 premios internacionales, entre los que se encuentran La Habana, Huelva, Gramado, Biarritz, Bogotá, Santa Bárbara, Santo Domingo, San Francisco y el Festival Latino de Los Ángeles. Es también la primera película venezolana que participa en la competición de los Globos de Oro 2004. Des-autorizados (2010) fue nominada a los Premios Golden Globet en el XIII Festival Internacional de Cine de Shanghái (categoría «A») y fue seleccionada a la competencia oficial del Festival de La Habana (2010). Schneider produjo 7 largometrajes: Agonía,  Sicario, Garimpeiros, El Don, Un lugar lejano, Esclavo de Dios y Solo. Sicario, dirigida por José Ramón Novoa, obtuvo 27 premios internacionales, entre los que se encuentran mejor dirección y mejor actriz de reparto en el Festival Internacional de Tokio (categoría «A»), así como la prenominación a los premios Óscar por Venezuela y la nominación a los premios Goya.
En 2013 inició la filmación de la película Tamara, inspirada en la vida de Tamara Adrián, abogada transexual venezolana y reconocida activista por los derechos de las mujeres, de las minorías sexuales y las categorías denominadas LGBT. El guion fue escrito por Schneider y el escritor uruguayo Fernando Butazzoni; la producción estuvo a cargo del cineasta José Ramón Novoa; estuvo protagonizada por Luis Fernández, y contó con las actuaciones de Mimí Lazo, Karina Velásquez, Prakriti Maduro y Carlota Sosa.
Como docente se desempeñó en 2001 como instructora de Formación Actoral, y formó parte del personal de profesores de la facultad del Stella Adler Acting Institute de Los Ángeles. Su taller «Fundamentos de Arte Escénico: Técnica Adler en español» es considerado como uno de los mejores de esta escuela.
El 28 de agosto de 2020, fallece en la ciudad de Los Ángeles, California, a causa de un cáncer de hígado.

## Cine

### Largometrajes
- 2016: Tamara (guion y dirección)[5][6]
- 2011: Solo (guion y producción)
- 2010: Des-autorizados (guion y dirección)[7]
- 2010: Esclavo de Dios (producción)
- 2009: Un lugar lejano (producción)
- 2007: The Unfit (guion)
- 2002: El Don (guion y producción)[7]
- 2004: Punto y raya (dirección)[7]
- 2000: Huelepega (guion y dirección)[7]
- 2000: Oro Diablo (producción)[7]
- 1998: Los judíos de Coro (guion)
- 1994: Sicario (producción)[7]
- 1985: Agonía (producción)

### Cortometrajes
- 1982: Tierras prestadas (dirección y producción)
- 1980: Pedro Navaja (dirección y producción)
- 1979: El gran mundo (dirección y producción)

## Videoclips
- 2007: Des-autorizados (dirección y producción)
- 2006: Punto y raya (dirección y producción)
- 2004: MSR (dirección y producción)
- 2001: Huelepega (dirección y producción)

## Televisión
- 1992: 8 series dramáticas (dirección)

## Teatro
- 2018: Citizens of the Gray (dirección y creación)
- 2012: La playa (dirección y creación)
- 2009: Emigrantes (dirección)
- 2004: La lección (dirección y adaptación del libreto)
- 2000: Rooms (dirección y creación))
- 1998: Gaz (dirección y creación)
- 1996: Stasis (dirección y creación)
- 1984: Blumfeld (dirección y creación)
- 1982: A petición del público (dirección y creación)
- 1981: Man is man (dirección)
- 1980: La boda (dirección)
- 1979: Los criminales (dirección)

## Ópera
- 2003: Oedipus Rex (dirección)